# Jean-Baptiste Desertine
Jean-Baptiste Desertine, né le 15 novembre 1770 à Metz et mort le 6 mars 1813 à Vilnius est un pharmacien militaire français ayant servi dans la Grande Armée de Napoléon. Il est l'auteur d'un mémoire paru en 1810 dans le Bulletin de Pharmacie consacré à l'élixir d'or.

## Résumé biographique
Il commence sa carrière comme 3e classe dans l'Armée de Belgique le 1er décembre 1792, puis comme 2e classe dans l'Armée du Nord le 11 mai 1794. Il est 2e classe commissionné à la Grande Armée en 1796. En 1799, il est incorporé à l'Armée de Hollande où il restera quatre ans. Il est nommé 1re classe à l'Armée de Hanovre le 22 messidor an 11 (lundi 11 juillet 1803), et sert dans la Grande Armée à partir du 15 juillet 1806. Il se distingue notamment à la bataille d'Austerlitz en pourvoyant au service de la pharmacie des nombreux hôpitaux de Brünn.
Le 13 avril 1807, il réclame au Ministre Directeur « l'employ de Pharmacien Principal qui va être vacant par la retraite de M. Rennard, pharmacien en chef du 1er corps ».
En 1809, il est affecté au quartier général de l'Armée et Brunoy note à son sujet le 16 octobre 1809 : « sujet distingué, l'un des pharmaciens les plus instruit de l'armée digne du grade de principal ». Puis il est employé à Hanovre à partir de février 1810. 
Après la retraite de Russie, il est fait prisonnier de guerre en 1812 à Vilnius  (alors connue sous le nom de Wilna), où il est chargé par le baron Desgenettes d'assister ses camarades malades ou blessés. C'est dans l'exercice de cette fonction qu'il est emporté d'une « fièvre putride maligne », en mars 1813,  laissant sans ressources « une veuve chargée de 4 enfants en bas âge et une belle mère de 90 ans paralytique ».

## Travaux
- Jean-Baptiste Desertine, « Sur la teinture de Bestuchef », Bulletin de pharmacie,‎ 1810